# Старая Слобода (Смоленская область)
Старая Слобода — деревня в Гагаринском районе Смоленской области России. Входит в состав Никольского сельского поселения. Население — 9 жителей (2007).
Расположена в северо-восточной части области в 8 км к юго-востоку от Гагарина, в 1 км южнее автодороги М1 «Беларусь», на берегу реки Алешни. В 4 км севернее деревни расположена железнодорожная станция Колесники на линии Москва — Минск.

## История
В годы Великой Отечественной войны деревня была оккупирована гитлеровскими войсками в октябре 1941 года, освобождена в марте 1943 года.